# Eupithecia irenica
Eupithecia irenica är en fjärilsart som beskrevs av Louis Beethoven Prout 1937. Eupithecia irenica ingår i släktet Eupithecia och familjen mätare. Inga underarter finns listade i Catalogue of Life.